# Гуарульос
Гуарульос (на португалски: Guarulhos) е град в щата Сао Пауло, Югоизточна Бразилия. Гуарулюс е с население от 1 299 283 жители (през 2009 г. - 12-и по население в страната) и площ от 318 кв. км. Заема 8-мо място по БВП сред бразилските градове; 2-ри в щата Сао Пауло. Това е 10-ото по големина предградие в света. Доходът на глава от населението за общината е 12 793 R$. Намира се на 759 м н.в. Смята се за предградие на Сао Пауло. Пощенският му код е 07000-000, а телефонния - +55 11. В града се намира Международното летище „Гуарулюс“, най-голямото в страната.

## История
Градът е основан на 8 декември 1560 г. от йезуитския свещеник Мануел де Пайва. 
През 16-ти век Гуарульос заема стратегическо местоположение: граничи с бъдещата столица на Сао Пауло и е заобиколен от реките Тиете (на юг) и Кабусу (изток). 
През 1880 г. Гуарульос е отделен от Сао Пауло. Сегашното му име, Гуарульос, е прието по-късно, след приемането на закон № 1.021, на 6 ноември 1906 г.
В началото на ХХ век през града преминават железопътните линии, развиват се търговски дейности и има обществен транспорт.
През 1940 г. е основана Общинската библиотека на Монтейро Лобато. 
През 1941 г. е основан и първият здравен център в града, а десет години след това се създава Светият дом на милостта на Гуарульос. 
През това десетилетие в общината се развиват различни сектори: електроенергетика; металургия; пластмасова, хранителновкусова, каучукова, обувна и др. индустрии.
През 1945 г. авиобазата на Сао Пауло (BASP) е прехвърлена от Кампо де Марте, малко летище в Сао Пауло, в квартал Кумбика в Гуарульос.
През 1958 г. Ротари клуб създава клон в града.
През 1961 е основана  Общинската консерватория Гуарульос.
През 1963 г. е основана Търговско-промишлена асоциация на Гуарульос, днес се нарича Associação Comercial e Empresarial de Guarulhos – ACE.
С този темп населението нараства от 35 000 през 1950 г. на 101 000 през 1960 г., от 237 000 през 1970 г. на 532 726 през 1980 г. 
През 1985 г. е открито летище Cumbica. Днес то се нарича „Международно летище на губернатора на Сао Пауло – Гуарулюс Андре Франко Монторо“ (Aeroporto Internacional de São Paulo–Guarulhos Governador André Franco Montoro), второто по големина летище в Латинска Америка. 
Между 2000 и 2006 г. населението му нараства три пъти повече от щата Сао Пауло. Гуарульос е вторият по население град в щата след столицата на Сао Пауло. По-голямата част от населението му е икономически активно и равномерно разпределено по пол. 

## Климат
Климатът се характеризира с относително високи температури и равномерно разпределени валежи през цялата година.